# Казамичола
Казамичола (итал. Casamicciola Terme) је насеље у Италији у округу Напуљ, региону Кампанија.
Према процени из 2011. у насељу је живело 8011 становника. Насеље се налази на надморској висини од 38 м.

## Становништво
| 1931. | 1936. | 1951. | 1961. | 1971. | 1981. | 1991. | 2001. | 2011. |
| ----- | ----- | ----- | ----- | ----- | ----- | ----- | ----- | ----- |
| 3.959 | 4.086 | 4.469 | 4.983 | 5.399 | 5.945 | 6.505 | 7.374 | 8.080 |